# レジオンドヌール勲章
レジオンドヌール勲章（レジオンドヌールくんしょう、仏: Ordre national de la Légion d'honneur〈オルドル・ナショナル・ド・ラ・レジオン・ドヌール〉）は、ナポレオン・ボナパルトにより1802年に制定されたフランスの栄典。レジオン・ドヌール勲章とも表記される。和訳は「名誉軍団国家勲章」など。
フランスはナポレオン時代以後に政体が幾度か変化し、そのつど章飾の意匠が変更されるなどしたものの、レジオンドヌール勲章は運用が続けられ、第五共和政下の現在でも同国の最高位勲章に位置付けられている。

## 概要
ordre（オルドル）とは騎士団のことであり、これを基にしたヨーロッパ独特の栄典制度を指す。叙勲はオルドルへの加入もしくは昇進を意味し、そのしるしとして騎士団の記章 (décoration, デコラシオン）の着用が許される。ただし、レジオンドヌール勲章の場合、外国人への授与は記章の贈呈のみで、オルドルたる「名誉軍団」（L'ordre de la Légion d'honneur）への加入は行なわない。日本ではデコラシオンだけでなく、オルドルも「勲章」と訳される場合が多い。オルドルである「名誉軍団」は、軍団総長（グラン・メートル、grand maître）と軍団総裁（グラン・シャンセリエ、grand chancelier）をトップに戴き、フランスで最も名誉ある勲章を授与する任を負っている。ナポレオン・ボナパルトにより1802年5月19日に創設された。創設当初より、フランスへの「卓越した功績」のあった「軍人もしくは市民」に褒賞を与えているものである。
レジオンドヌールには等級があり、高位から「グランクロワ」（Grand-Croix, 大十字）、「グラントフィシエ」（Grand-Officier, 大将校）、「コマンドゥール」（Commandeur, 司令官）、「オフィシエ」（Officier, 将校）、「シュヴァリエ」（Chevalier, 騎士、勲爵士）の5等級に分かれる。さらにグランクロワより上位には、「名誉軍団」総長たるフランス大統領が受けることができる頸飾がある。フランス国民の場合はシュヴァリエから順番に昇級していくが、オルドル外となる外国人の場合はその限りではなく、功績次第でいきなり上位章を受ける事もある。

## 歴史

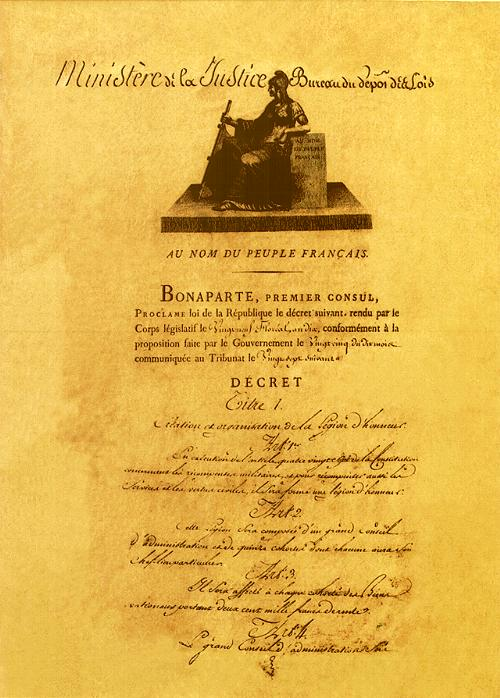
レジオンドヌール勲章の創設を命じた共和暦X（10）年フロレアル29日（1802年5月19日）の政令

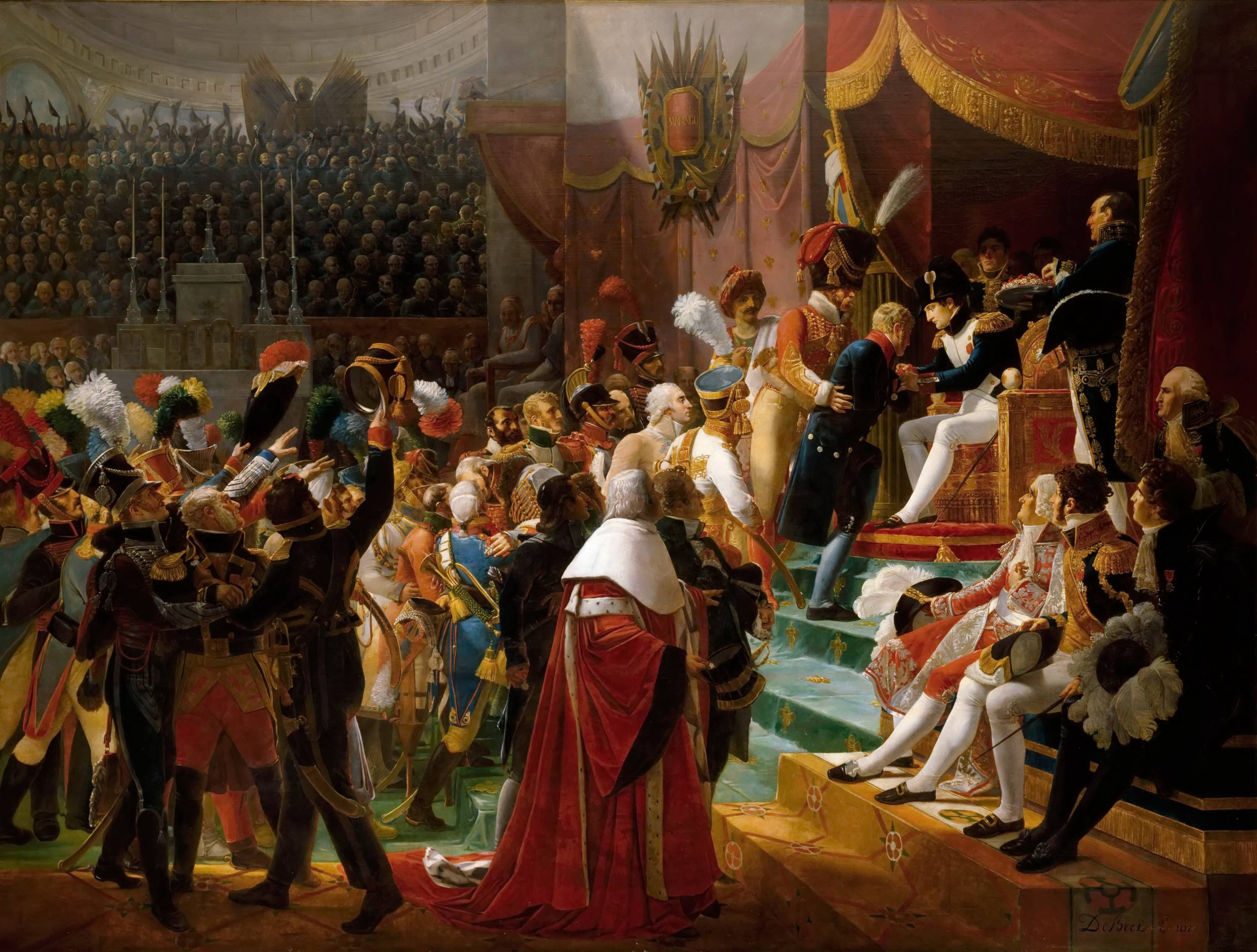
ナポレオンによる初のレジオンドヌール勲章授与式（ジャン＝バティスト・ドブレ画）

その名前（ラテン語のLegio honoratorum conscripta「名誉ある徴募されたレギオン」に由来）、象徴（鷲）、編成（16のフランス式コホルス）が古代ローマに由来するレジオンドヌールは、アンシャン・レジームのオルドルとは異なり、士官だけではなく全ての民衆に開かれている。
これを市民の平等という原則への攻撃と見た者もいたが、当時統領政府を主導していた第一統領のナポレオン・ボナパルトは国務院でこの制度を次のように正当化していた――「古代・現代を問わず、勲章なしでやっていけた共和国があるというなら教えてもらいたい。諸君はこれを玩具だと言うかもしれないが、さて人間を動かすのはそうした玩具なのだ」。
フランス革命では実際にアンシャン・レジームの全ての勲章が廃止された。憲法制定国民議会は軍事功労章（Décoration militaire）を創設したが、これもすぐに廃止された。国民公会下では、将軍たちは栄誉の武器(fr)（栄誉の銃、栄誉の剣、あるいは栄誉の太鼓など）を勇敢な行為に報いるために与えるのが慣習であった。
法案はフランス革命暦（共和暦）X（10）年フロレアル14日（1802年5月4日）から国務院を前にして議論が行われた。第一統領ボナパルトは自ら干渉して全力で栄典の必要性を主張する一方、厳密に軍事的なオルドルを創設することを拒絶し、アンシャン・レジームへの回帰であるとする非難を反駁した。14票対10票で法案は可決された。5月17日に法案を付託された護民院ではリュシアン・ボナパルトが報告者に指名されており、新しい貴族の復活と、平等という革命の原則の歪曲を恐れたジャコバン派の反対にもかかわらず、法案を56票対38票で承認した。最終的に、リュシアン・ボナパルト、ピエール＝ルイ・ロデレール、オギュスト・フレデリク・ルイ・ヴィエス・ド・マルモン、マチュー・デュマが法文を弁護し、共和暦X年フロレアル29日（1802年5月19日）に立法院は166票対110票で可決した。第一統領ボナパルトは共和暦X年プレリアル9日（1802年5月29日）になるまで法に署名捺印しなかった。
共和暦XII（12）年メスィドール25日（1804年7月14日）、廃兵院の礼拝堂において、公式の豪華な儀式の中で功績ある将校たちへのレジオンドヌールの初の授与がフランス皇帝ナポレオン1世となったナポレオン・ボナパルトによって行われた。
共和暦XIII（13）年プリュヴィオーズ10日（1805年1月30日）には保有者が「グラン・テーグル」（Grand Aigle, 大鷲）と呼ばれる大勲章が追加され、これは1814年7月19日の政令で「グラン・コルドン」（Grand Cordon, 大綬）、最終的には1816年5月26日の政令で「グラン・クロワ」と呼ばれるようになる（共和暦はグレゴリオ暦1805年限りで廃止）。この日には、各名称が同様にコマンダン（Commandant）からコマンドゥールへ、レジオネール（Légionnaire）がシュヴァリエへと修正された。
軍人と市民を組み合わせた（実際の配分はおよそ2：1）ことで、このオルドルはあらゆる体制下を生き延び続け、今日では11万人以上の佩綬者を数えるに至っている。

## 授与

### 加入の規則
オルドル「名誉軍団」への加入（叙勲）と昇進は、軍団総長たるフランス共和国大統領の政令により3年ごとに割り当てられた定数の範囲内で行われる。この定数は大統領と各省庁に割り振られ、省庁は提案を軍団総裁へと送付する。オルドルへの加入ではシュヴァリエより上の等級に叙勲されることはないが、外国の個人に授ける場合はその限りではない。その場合には新加入者の儀礼的な地位に応じて決定される（1984年にモナコのアルベール2世は高位のグラントフィシエに直接叙された）。創設時には、オルドルに加入した者には年200金フランの差押え不可な年金が付随していた。2009年には、この年金と総割当数は次の表の通りとなっている。
| 等級名                          | 佩綬者上限数 | 年金額 | 必要年数                         |
| ------------------------------- | ------------ | ------ | -------------------------------- |
| シュヴァリエ（騎士、5等）       | 125,000      | 6.10€  | 勤続20年（公務員）、25年（民間） |
| オフィシエ（将校、4等）         | 10,000       | 9.15€  | シュヴァリエ叙勲後8年            |
| コマンドゥール（司令官、3等）   | 1,250        | 12.20€ | オフィシエ進級後5年              |
| グラントフィシエ（大将校、2等） | 250          | 24.39€ | コマンドゥール進級後3年          |
| グランクロワ（大十字、1等）     | 75           | 36.59€ | グラントフィシエ進級後3年        |

元大臣、元知事、国民議会もしくは元老院の元議員（現職の大臣と議員は戦争で功績がある場合以外は除く）、高等司法官、外交官への授与はほぼ自動的に行われる。オリンピックでの金メダルの獲得は特別な昇進の対象となる。軍人が割り当ての50%を占め、その他の代表的な職種としては警察官、消防士、公選公務員、公務員、宗教の代表者などがある。
なお、当初は、レジオンドヌール佩綬者の子孫も3代まで世襲で勲章が与えられた。この条項は空文化したが、未だに廃止されてはいない。

### 女性の増加
レジオンドヌール佩綬者の圧倒的大多数は男性である。
- 女性初のシュヴァリエ：1851年、ブリュロン未亡人マリー・アンジェリク・デュシュマン[7]
- 女性初のオフィシエ：1895年、ローザ・ボヌール[7]
- 女性初のコマンドゥール：1931年、アンナ・ド・ノアイユ
- 女性初のグラントフィシエ：1953年、シドニー＝ガブリエル・コレット（作家）
- 女性初のグランクロワ：1998年、ジュヌヴィエーヴ・ド・ゴール＝アントニオーズ[7]

2008年12月31日、イヴェット・ファルヌーが8人目のグランクロワ佩綬者となった。

### 都市への授与
レジオンドヌールは都市に授与されることもあり、2007年までに、フランスの64の都市と他国の6都市（下表）に授与されている。
| 都市             | 国             | 授与日         |
| ---------------- | -------------- | -------------- |
| リエージュ       | ベルギー       | 1914年8月7日   |
| ベオグラード     | セルビア       | 1920年12月28日 |
| ルクセンブルク   | ルクセンブルク | 1957年6月18日  |
| ヴォルゴグラード | ロシア         | 1974年12月20日 |
| アルジェ         | アルジェリア   | 2004年8月15日  |
| ブラザヴィル     | コンゴ         | 2006年9月27日  |
| ロンドン         | イギリス       | 2020年6月18日  |

全都市の一覧はフランス語版「fr:Villes décorées de la Légion d'honneur」を参照。

### 組織への授与

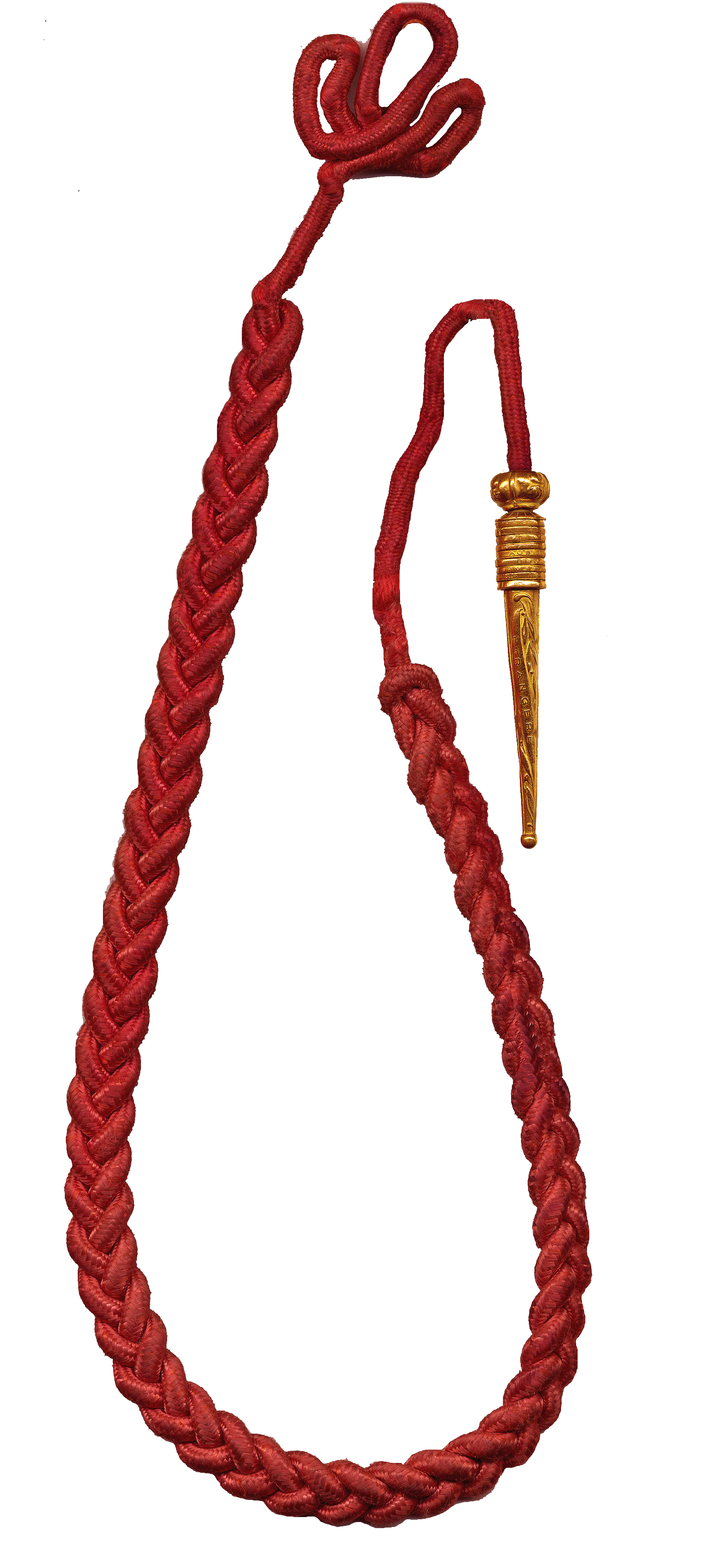
レジオンドヌール受章部隊の隊員が制服に着用するフラジェール（飾緒）

レジオンドヌール勲章はまた連隊、教育機関、共同体、企業（フランス国鉄など）、結社（フランス赤十字社）などにも授与される。
高等教育機関としてはパリ国立高等鉱業学校、サンテティエンヌ国立高等鉱業学校、エコール・サントラル・パリ、エコール・ポリテクニーク、パリ国立工芸学校（現在のParisTech）、ドゥエー高等工業学校、フランス国立古文書学校、ナンシー大学（現・ロレーヌ大学）など、中等教育機関としてはブール＝カン＝ブレスのリセ・ラランド エクス＝アン＝プロヴァンスの軍事リセ、ラ・フレーシュの国立軍事幼年学校などが受章している。
授けられた軍部隊の隊員は、礼装でフラジェール（Fourragère）と呼ばれる飾緒状の記章を着用することが出来る。色は赤。パリ警視庁は、第二次世界大戦末期の1944年8月19日にシテ島の本部で警官の一団が起こした蜂起（パリの解放の一端。一週間後、親独ヴィシー政権は倒れた）のためにシャルル・ド・ゴール将軍によって1944年10月12日にレジオンドヌールを叙勲された。パリ警視庁の警察官が礼装の左肩に赤い飾緒を着けるのはこのためである。

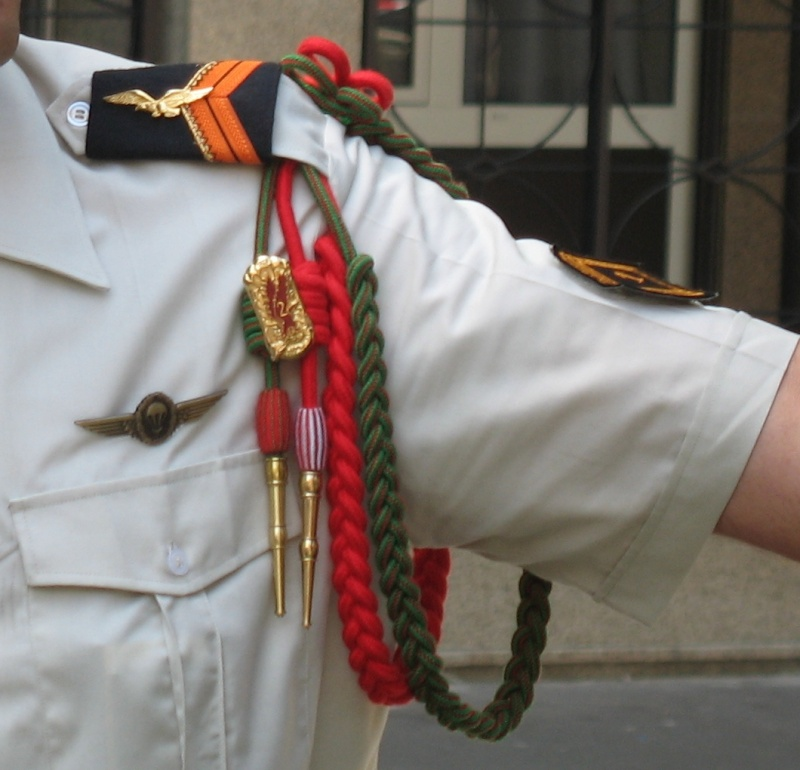
レジオンドヌール受章部隊フラジェールを着用した第1猟兵落下傘連隊の隊員

### 外国人への授与
レジオンドヌールはフランス国民だけでなく、外国の元首、首相、政府の構成員、外交官、実業家、フランスに来訪した芸術家、その他フランスの利益に貢献した人物にも（定数外で）授与される。例えば、クリミア戦争では1856年から1857年にかけてイギリス人600名がシュヴァリエを授与された。1999年2月19日には共和国大統領ジャック・シラクが第一次世界大戦でフランスのために戦ったアメリカ合衆国元軍人たちに徽章を贈っている。2006年にロシアのウラジーミル・プーチン大統領にグランクロワが叙勲された際には論争が巻き起こった。
2005年までに約1500人の外国籍の叙勲者があり、その内の約1割が日本人である。
外国籍の場合、叙勲者が居住する国のフランス大使館で行われるが、日本テレビ会長の氏家齊一郎は、ルーヴル美術館にあるモナ・リザ収蔵室の改修費を日本テレビが負担したこともあり、ルーヴル美術館で文化大臣から手渡された。

#### 日本人への授与

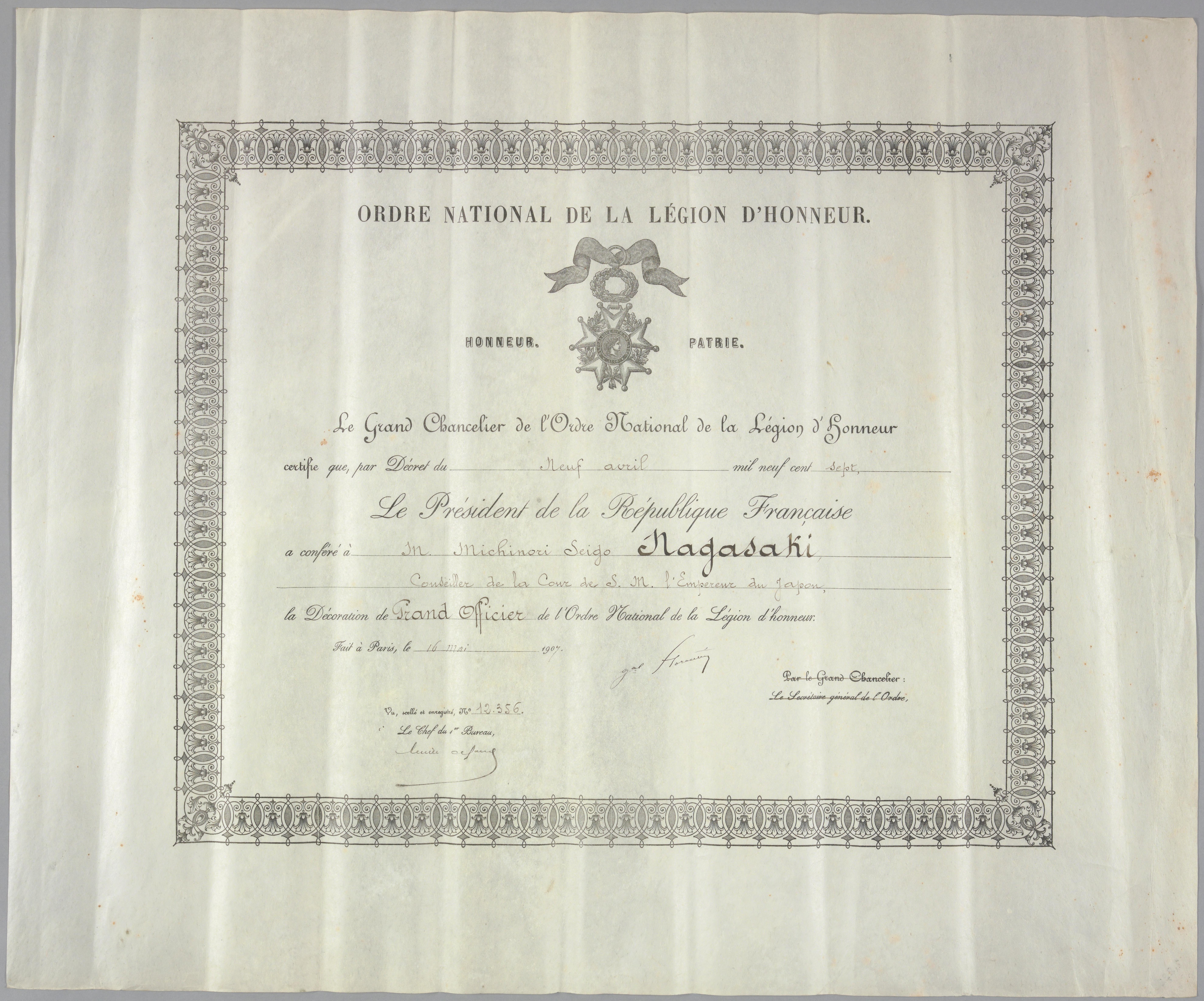
1907年5月16日付で長崎省吾へ授与されたレジオンドヌール勲章グラントフィシエの勲記

最高位のグランクロワは日本人では皇族や伊藤博文（1898年）などが受章している。グラン・トフィシエは、元総理大臣の中曽根康弘、元東京都知事の鈴木俊一（東京とパリは姉妹都市）、トヨタ自動車名誉会長で日本経済団体連合会名誉会長の豊田章一郎らが受章している。
民間人ではコマンドゥールまでが「日仏間の経済、文化交流の発展への功労者等に与えられる」。
- 渋沢栄一（コマンドゥール 1907年、グランクロワ 1926年）
- 塩田広重（1916年）
- 杉山直治郎（オフィシエ 1922年、コマンドゥール 1934年）[18]
- 中川小十郎（コマンドゥール、1924年）
- 福田徳三（オフィシエ 1928年）
- 松室致（グラントフィシエ 1929年）
- 薩摩治郎八（1929年）
- 堀悌吉（コマンドゥール、1930年）
- 横山大観（シュヴァリエ、1930年）
- 川合玉堂（1931年[19]）
- 内藤濯（シュヴァリエ、1931年）
- 永地秀太（シュバリエ　1943年）
- 渋谷米太郎（1956年）
- 山田菊（シュヴァリエ、1957年）
- 小堀憲（シュヴァリエ、1973年）[20]
- 黒澤明（オフィシエ、1984年）[21]
- 三宅一生（シュヴァリエ 1993年、コマンドゥール 2016年[22]）
- 磯村尚徳（オフィシエ、1996年[23]）
- 出井伸之（オフィシエ、1998年）
- 盛田昭夫（コマンドゥール、1998年[24]）
- 粟津正蔵（シュヴァリエ、1999年）
- 秦郷次郎（シュヴァリエ、2001年）
- 大江健三郎（コマンドゥール、2002年）
- 松井守男（シュヴァリエ、2003年）
- 安藤忠雄（シュヴァリエ、2005年[25]、コマンドゥール、2021年[26]）
- 山田隆雄（シュヴァリエ、2009年）
- 池田理代子（シュヴァリエ、2009年）[27]
- 堀場厚（シュヴァリエ、2010年）
- 山口昌子（シュヴァリエ、2013年、オフィシエ、2023年）[28]
- 豊田章男（オフィシエ、2013年）
- 豊田周平（シュヴァリエ、2013年）
- 笈田ヨシ（コマンドゥール、2013年）
- 三木谷浩史（シュヴァリエ、2014年）[29]
- 向井千秋（シュヴァリエ、2015年）
- 高田賢三（シュヴァリエ、2015年）
- 舛添要一（コマンドゥール、2016年）[30]
- 北野武（オフィシエ、2016年）
- 鎌田薫（シュヴァリエ、2016年）
- 武居智久（オフィシエ、2016年）
- 田中達也（シュヴァリエ、2017年）
- 依田巽（オフィシエ、2017年）
- 岡田直敏（シュヴァリエ、2018年）
- 石原伸晃（オフィシエ、2018年）[31]
- 村井純（シュヴァリエ、2019年）
- 渡邊守章（シュヴァリエ、2019年）
- 山崎幸二（オフィシエ、2020年）
- 林文子（オフィシエ、2021年）[32]
- コシノジュンコ（シュヴァリエ、2021年）
- 丸茂吉成（オフィシエ、2021年）
- 山村浩（オフィシエ、2022年）
- 井筒俊司（オフィシエ、2022年）
- 湯浅秀樹（シュヴァリエ、2022年）
- 酒井良（オフィシエ、2024年）
- 吉田圭秀（オフィシエ、2024年）
- 森下泰臣（オフィシエ、2025年）

らが受章している。

## 勲章の意匠

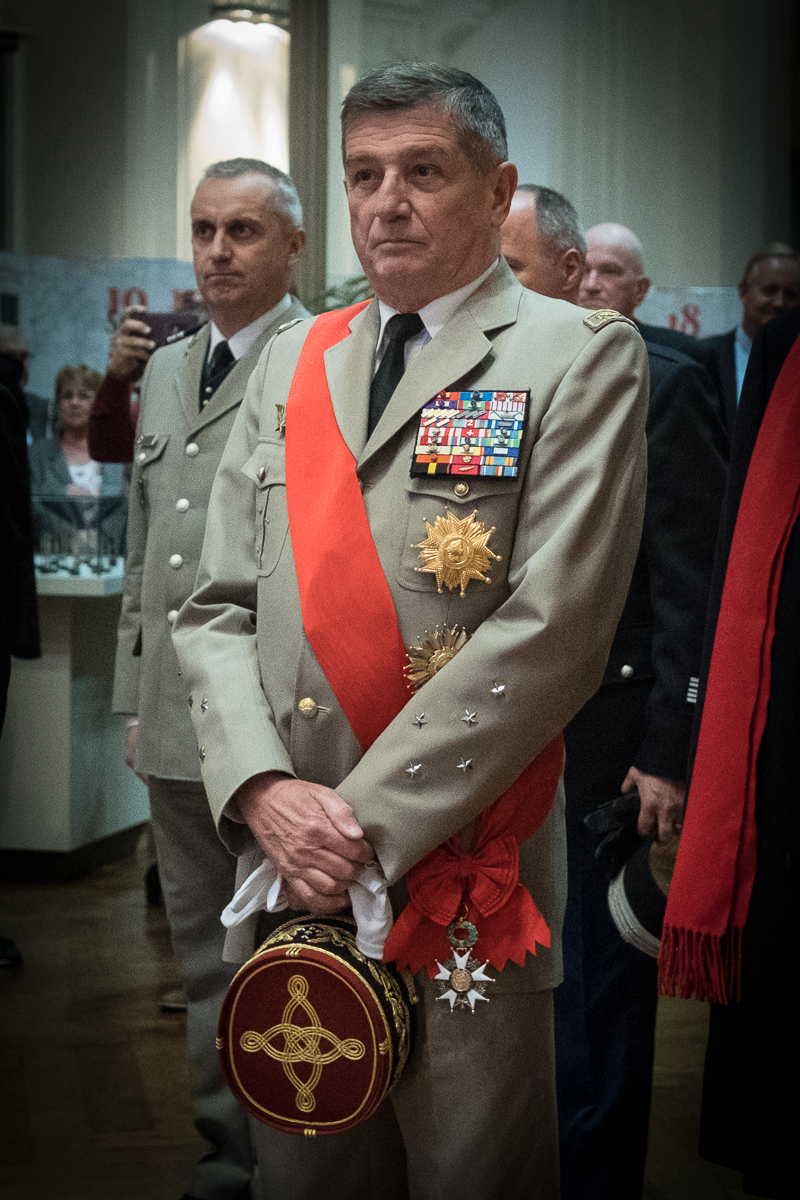
レジオンドヌール軍団総裁在任時のブノワ・プーガ陸軍大将（2019年10月）。レジオンドヌール勲章グランクロワの正副章に加えて国家功労勲章グランクロワの副章を併佩する。

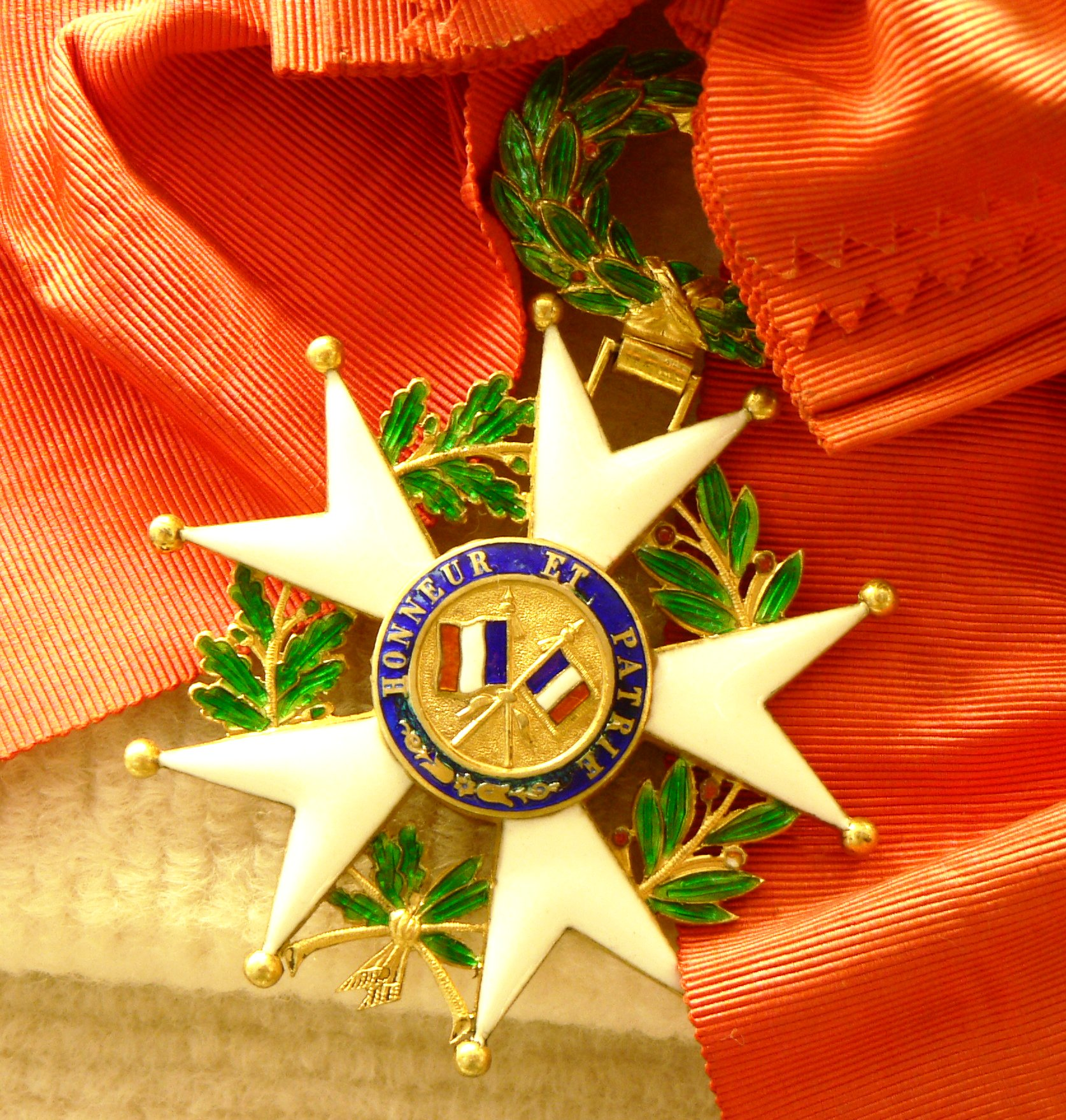
グランクロワ正章の裏面

レジオンドヌールの章は白色琺瑯を施された2重の輻射を持つマルタ十字様の五稜星形で、10の尖端部はボタンで留められている。星とボタンはシュヴァリエでは銀、オフィシエでは金めっきした銀で作られている。星の中央には共和国を象徴するケレース（2度の帝政ではナポレオン1世、復古王政と7月王政ではアンリ4世、第二共和政ではボナパルトと統領）の横顔が描かれた金のメダイヨンが飾られており、それをRÉPUBLIQUE FRANÇAISE（フランス共和国）と書かれた青い円が囲んでいる。輻射の間には葉冠が入り込んでいる。冠は等級に応じて銀または金めっきで作られ、葉の部分には緑色琺瑯が施され、右はオーク、左は月桂樹からなっており、両足の交錯する部分は結び目で縛られている。星形の章の上部には葉冠（2度の帝政ではフランス皇帝の冠、復古王政と7月王政ではフランス国王の冠）形の鈕が付き、これも等級に応じて銀製または金めっきで葉に緑色琺瑯が施されるが、章とは反対に右に月桂樹、左にオークを配している。裏面には一対の三色旗を描いた金のメダイヨンがあり、その周囲にはHonneur et Patrie（「名誉と祖国」。レジオンドヌール創設時より変わらない）という標語と創設の日付29 floréal An X（フランス革命暦X年花月29日）が刻まれている。
章は赤いリボンで吊り下げられている（聖ルイ勲章から引き継いだものではないかと考える者もある）。オフィシエの場合にはロゼットが添えられている。コマンドゥールの、綬に吊り下げる金めっきの徽章の大きさは、シュヴァリエとオフィシエのものよりも半分ほど大きい。コマンドゥールの綬は常に単独で首の周りに着けられる（これは他のフランスの勲章のコマンドゥールには当て嵌まらない。国家功労勲章、海事功労章、農事功労章などは一緒に着用することができる）。グラントフィシエは、オフィシエの正章に加え、プレート（星章、俗にcrachat〔痰〕と呼ばれる）を胸の右側に着用する。グランクロワはこれと同じだが金めっきのプレートを、胸の左側に着用する。グランクロワの金めっきの正章の大きさはシュヴァリエのそれの倍近くあり、右肩からたすきがけにした大きな赤い綬に吊り下げて着用される。
平服では、シュヴァリエは赤いリボンの略綬を、オフィシエは赤いロゼット付きの略綬を、コマンドゥール、グラントフィシエ、グランクロワはそれぞれ銀、金と銀、金の土台（翼）が付いたロゼットのある略綬を、上着の襟のボタン穴に着ける。これらの土台は俗にcanapé（カナッペ）と呼ばれている。
レジオンドヌールの徽章は（芸術文化勲章などと並んで）伝統的にパリ・サンジェルマンデプレ広場のアルテュス＝ベルトラン社で製作されている。叙勲の際、徽章は実際には贈与されるのではなく、自費で予めパリ造幣局にて購入しておいたものを着けてもらうという形を取る。徽章は誰でも購入できるが、叙勲されていない者が着用すれば処罰される。販売価格は2010年時点でシュヴァリエのものが168.50ユーロ、グランクロワのものが693.50ユーロである。

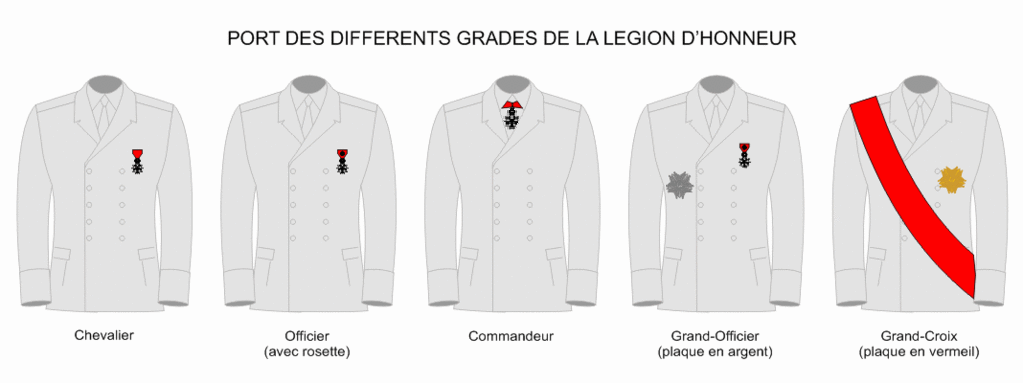
レジオンドヌール勲章の等級別着用法。左からシュヴァリエ、オフィシエ、コマンドゥール、グラントフィシエ、グランクロワ。

| シュヴァリエの正章 | オフィシエの正章 | コマンドゥールの正章 | グラントフィシエの正章 | グランクロワの正章と副章 | グラン・メートルの頸飾 |
| ------------------ | ---------------- | -------------------- | ---------------------- | ------------------------ | ---------------------- |
|                    |                  |                      |                        |                          |                        |

| 略綬         | 略綬       | 略綬           | 略綬             | 略綬         |
| ------------ | ---------- | -------------- | ---------------- | ------------ |
| シュヴァリエ | オフィシエ | コマンドゥール | グラントフィシエ | グランクロワ |

### 過去の意匠

レジオンドヌール勲章正章と副章の変遷。左から第一帝政期（1804年 - 1814年）、復古王政期（1814年 - 1830年）、七月王政期（1830年 - 1848年）、第二共和政期（1848年 - 1852年）、第二帝政期（1852年 - 1870年）、第三共和政期（1870年 - 1940年）、第四・第五共和政期（1946年 - ）。

レジオンドヌール勲章オフィシエの正章と綬の変遷。左から第一帝政期、復古王政期、七月王政期、第二共和政期、第二帝政期、第三共和政期、第四・第五共和政期。

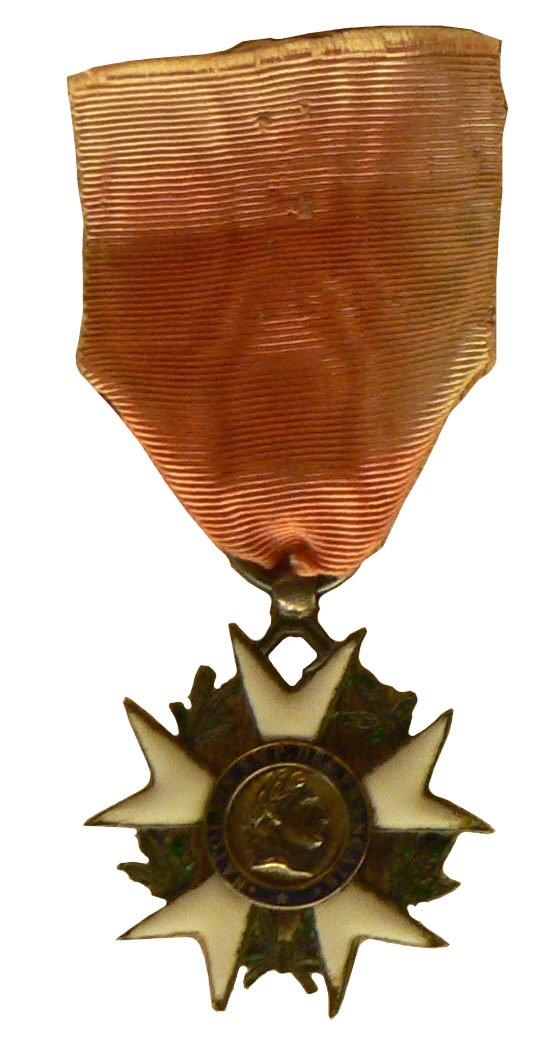
制定当初のレジオネール（後のシュヴァリエ）正章（1804年）
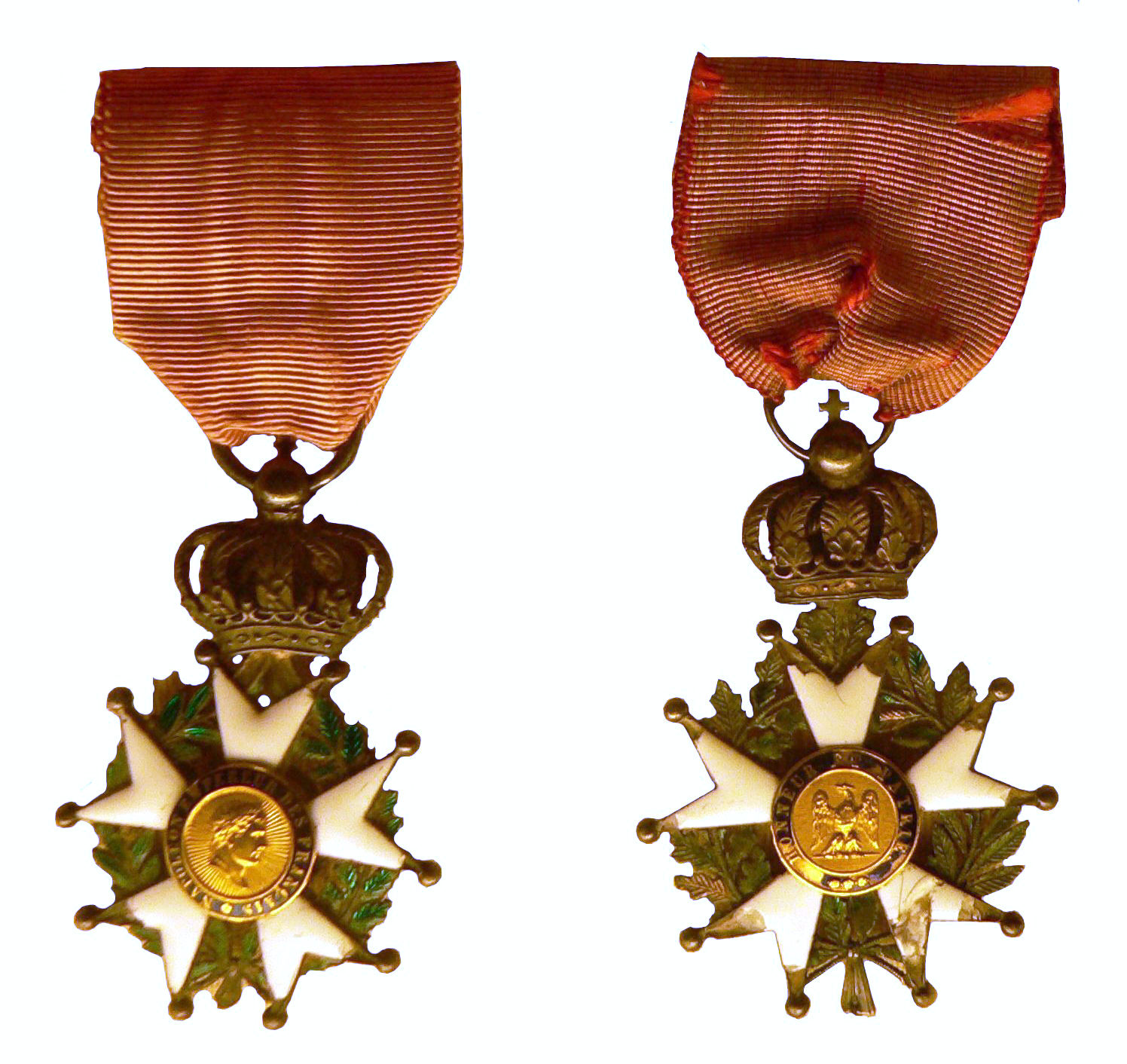
第一帝政期のレジオネール正章。表面中央にナポレオンの横顔、裏面中央に鷲をあしらい、帝冠形の鈕が付く。
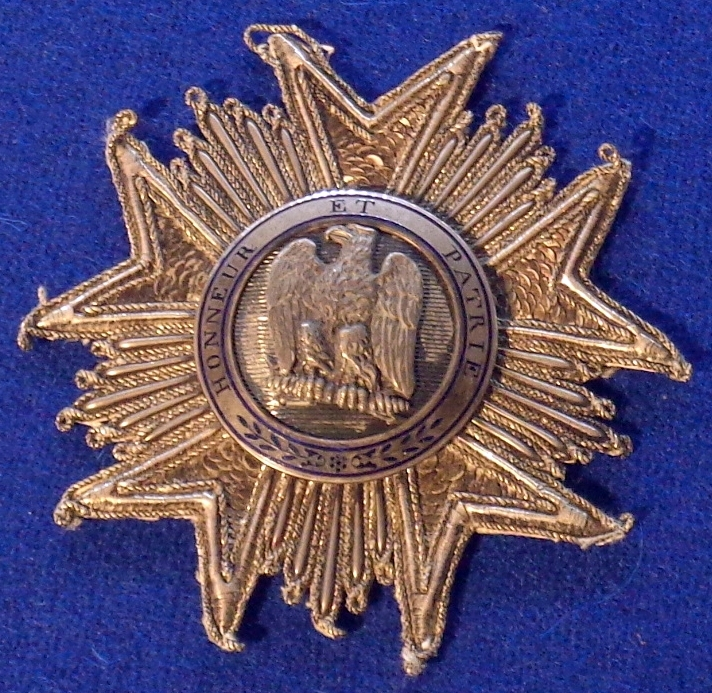
第一帝政期のグランクロワ副章。中央に鷲をあしらい、Honneur et Patrieの銘で囲む。
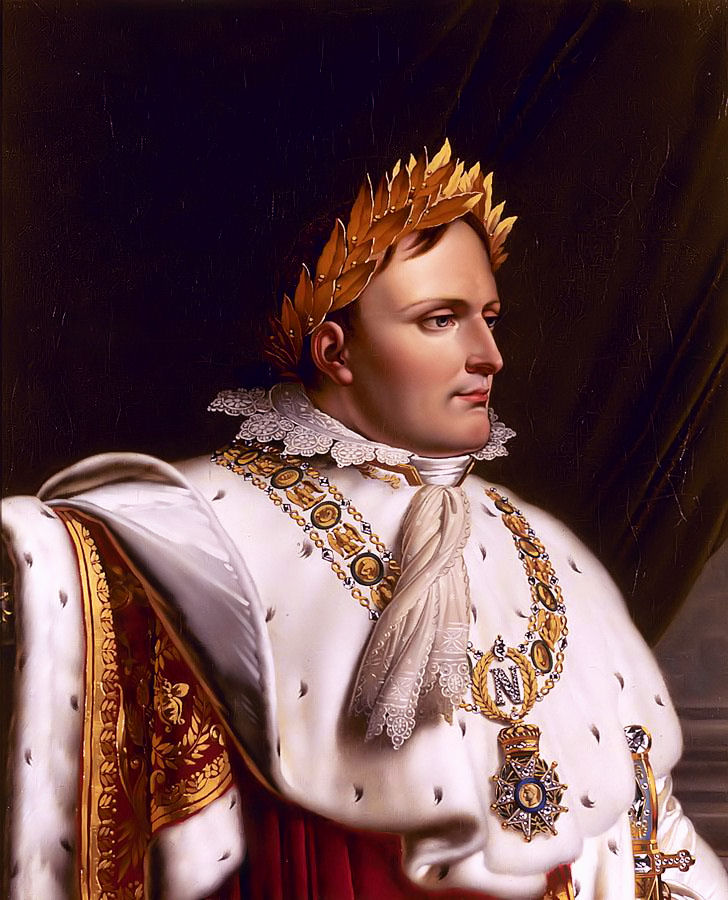
頸飾を佩用した、レジオンドヌール（名誉軍団）総長たる皇帝ナポレオン1世の肖像。
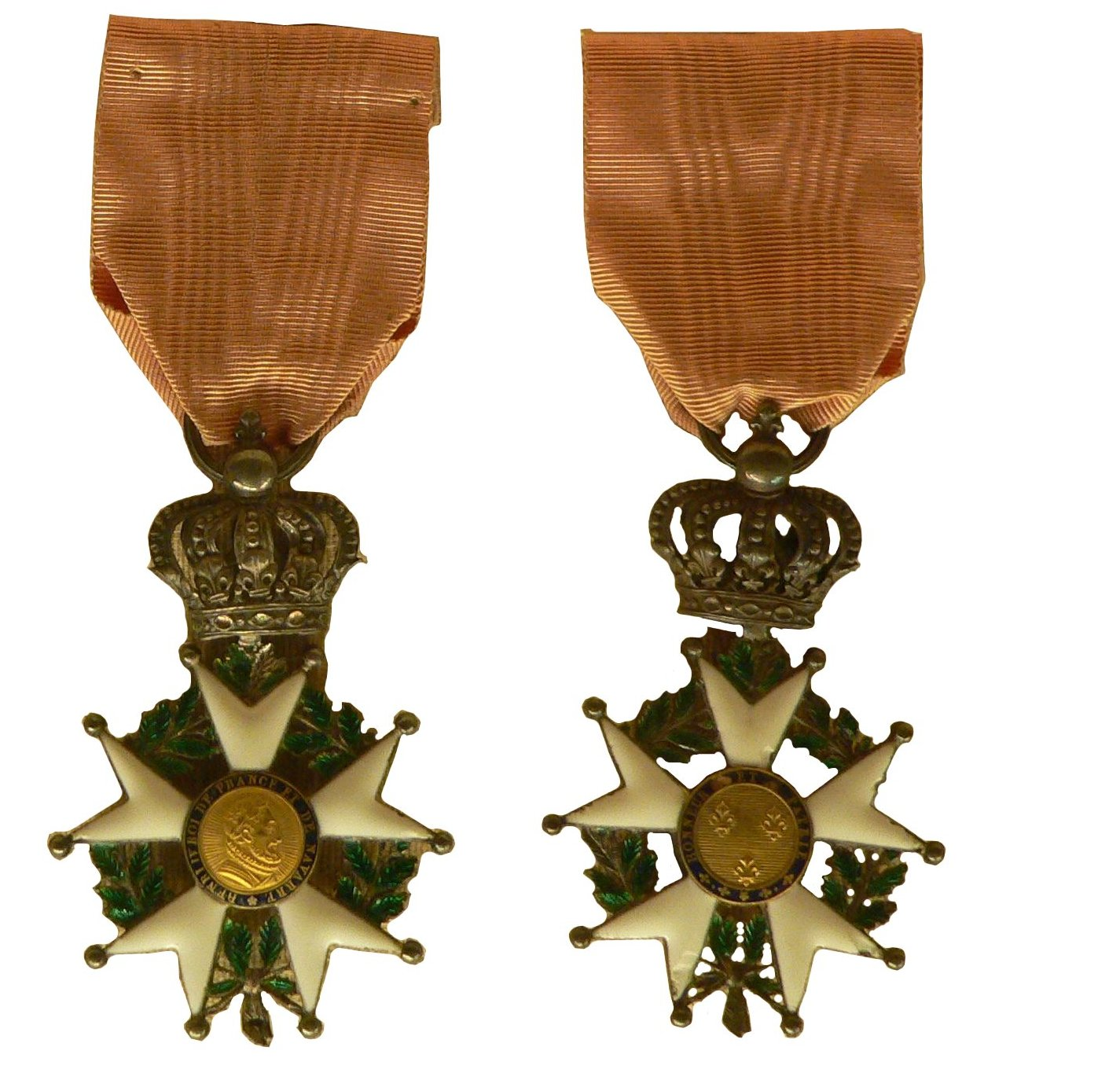
復古王政期のシュヴァリエ正章（1814年）。表面中央にアンリ4世の横顔、裏面中央にフランス王国の国章をあしらい、王冠形の鈕が付く。
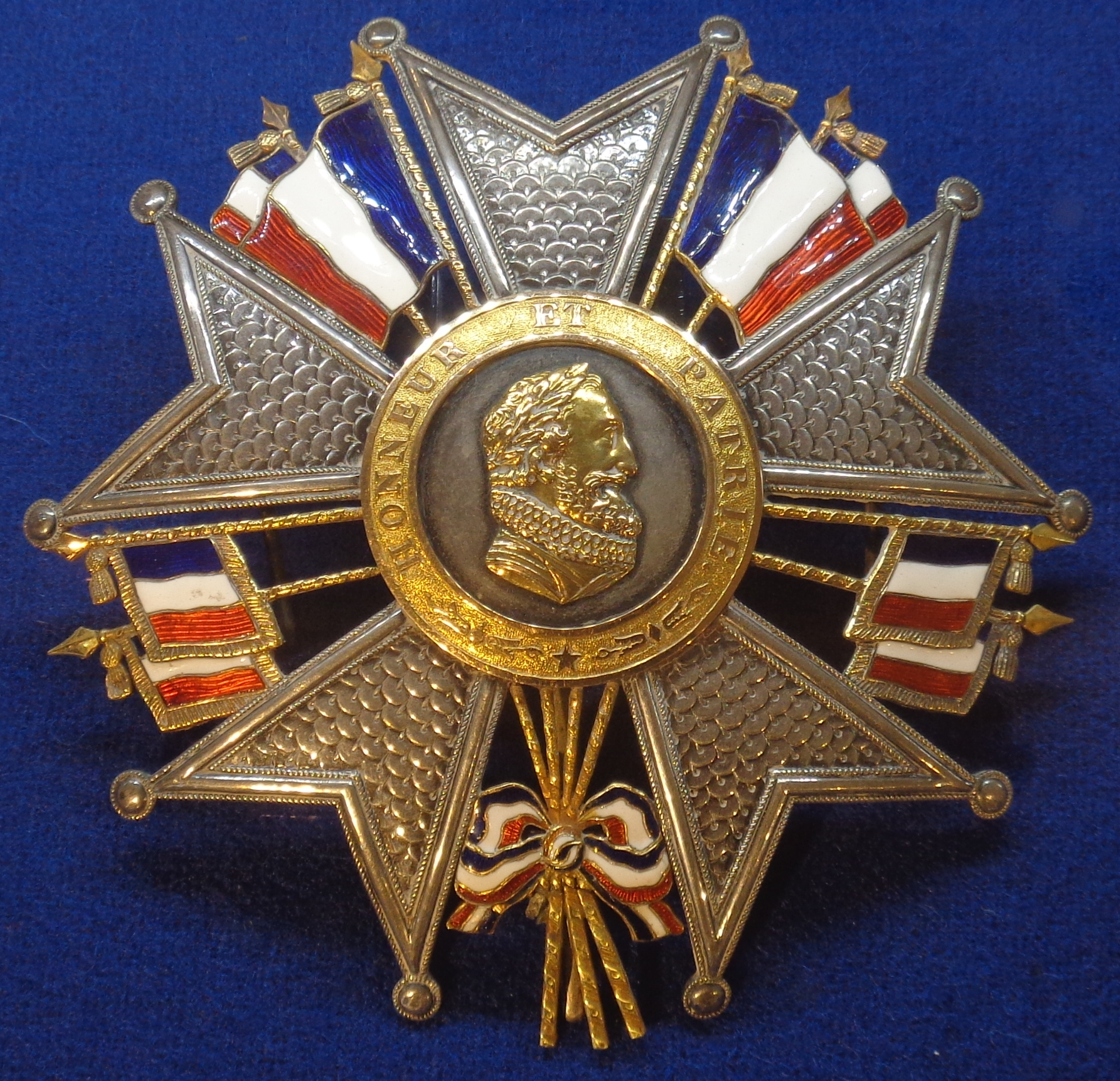
七月王政期のグランクロワ副章。中央にアンリ4世の横顔をあしらい、Honneur et Patrieの銘で囲み、輻射の間に三色旗を挟む。
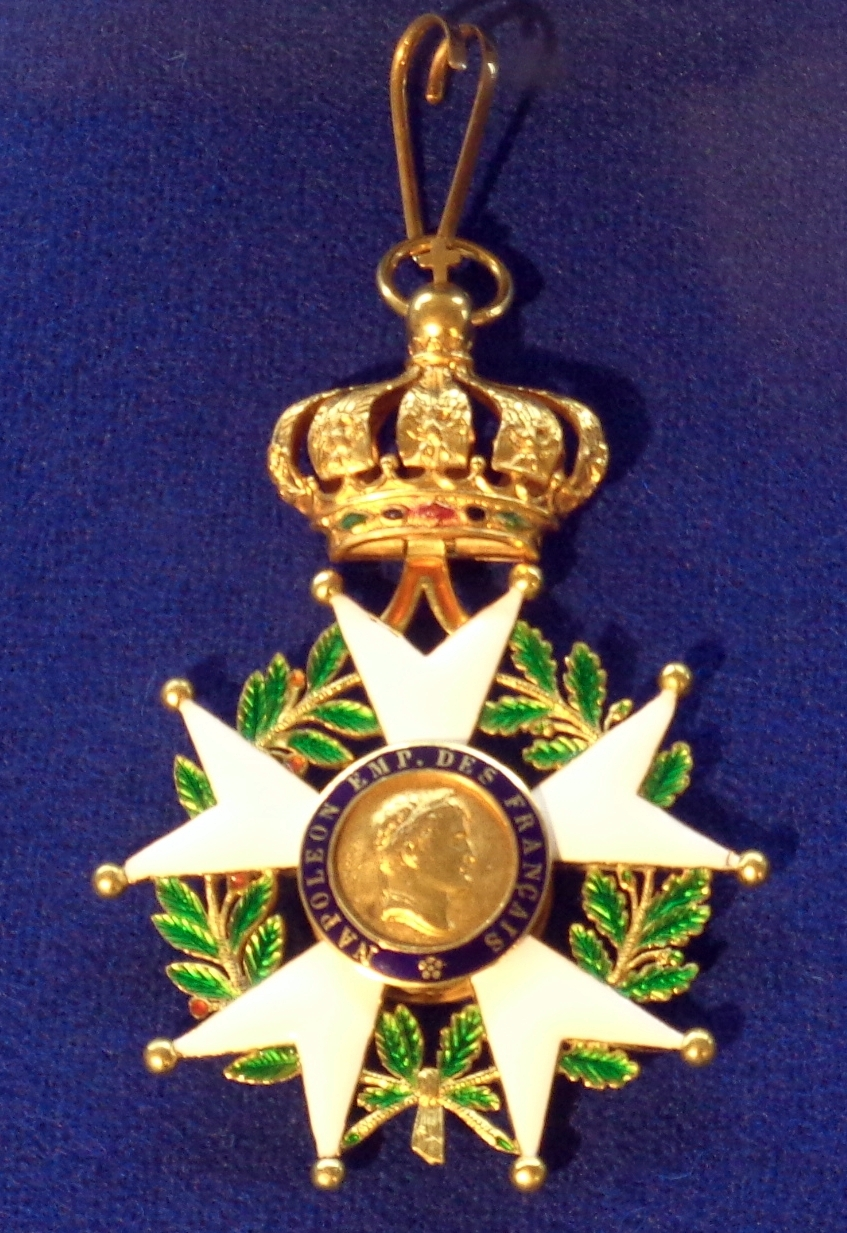
第二帝政期のコマンドゥール正章。表面中央にナポレオンの横顔をあしらい、帝冠形の鈕が付く。
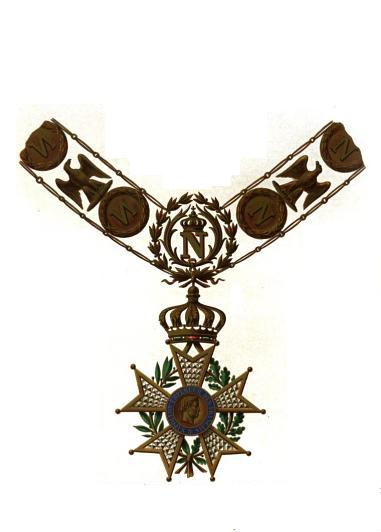
第二帝政期のレジオンドヌール勲章頸飾

## オルドル――組織としてのレジオンドヌール

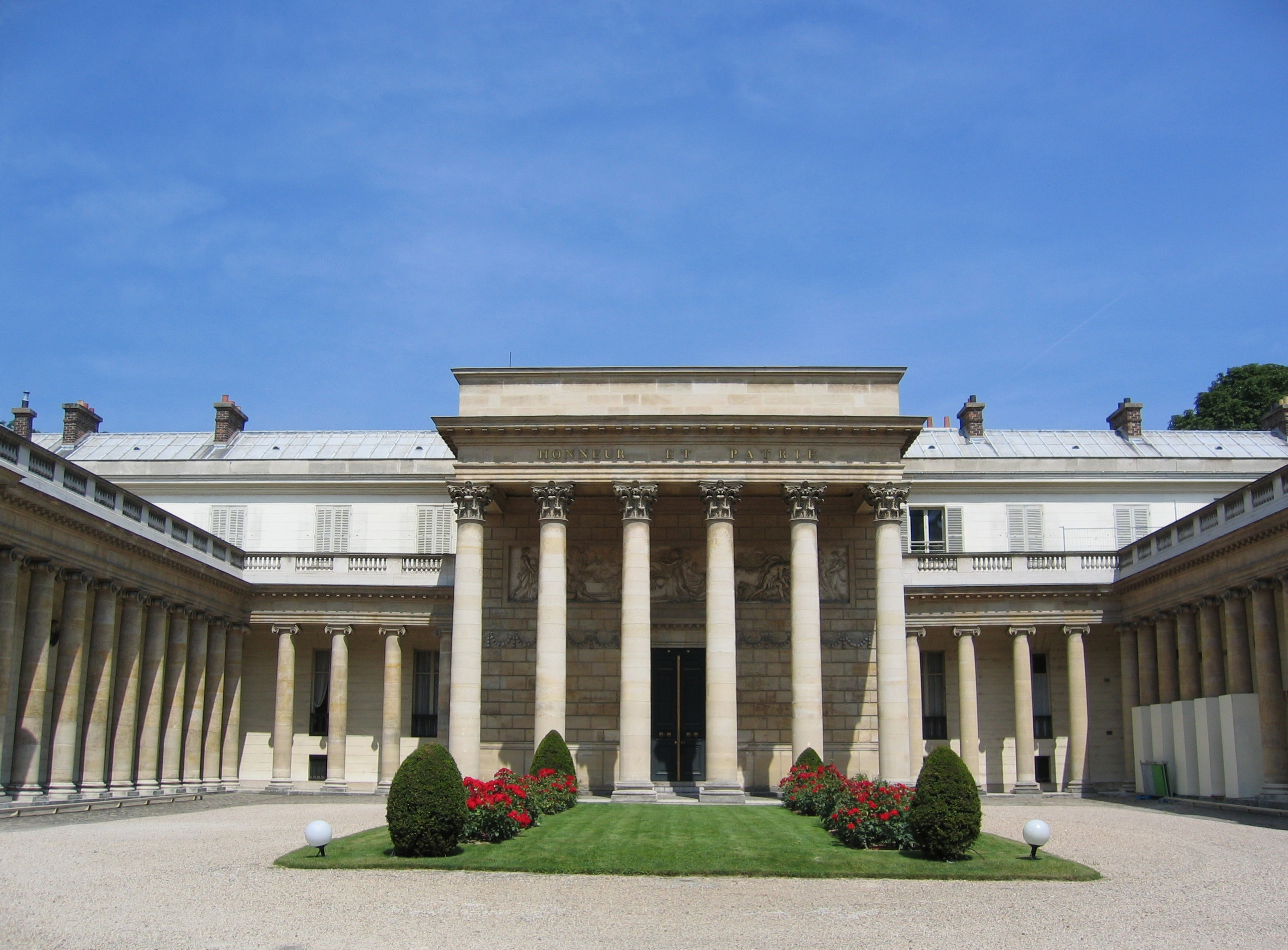
サルム館

レジオンドヌールのオルドルである「名誉軍団」（L'ordre de la Légion d'honneur）は、共和暦8年憲法87条に基づき、1802年5月19日の法令により設立された。フランス国籍のレジオンドヌール叙勲者全員により構成された一つの共同体であり、名前、印璽、社会的地位、共有財産、公法上の法人格を備えている。
標語は「名誉と祖国」（Honneur et Patrie）である。
軍団総長（グラン・メートル）は共和国大統領である。大統領の権限移譲式の日に、レジオンドヌール勲章頸飾が軍団総裁（グラン・シャンセリエ）から大統領に贈られる。頸飾は公式写真として示された後、レジオンドヌール博物館に寄託される。
軍団総裁は共和国大統領によりグランクロワの中から選ばれる。1969年以降、6年の任期で任命されている。ベルナール・ジェルマン・ド・ラセペードより後は、軍団総裁の大部分は軍人であった。軍団総裁の職務は多岐に亘り、事実上の賞勲局長として、フランスにおける勲章に関する全ての問題の責任を持つ。特に、外国の勲章を着用する認可を与えるのも軍団総裁である。また、1963年12月の国家功労勲章制定に伴い、同勲章に関する最高責任者でもある。
軍団総裁は、市民・軍人双方のコマンドゥール以上のさまざまなメンバーから構成される評議会により補佐される。
「軍団本部」たるレジオンドヌール勲位局はパリ7区のサルム館（L’hôtel de Salm）にあり、今日では「レジオンドヌール宮殿」とも呼ばれている。宮殿にはレジオンドヌール博物館も収容されている。

## 勲章の拒否
以下の面々が叙勲を拒否している。
- 劇作家のネポミュセーヌ・ルメルシエ（フランス語版）（皇帝とその一族に宣誓するのを拒否した）
- ラファイエット
- 詩人ジャン＝フランソワ・デュシー（フランス語版）（「鎖よりはぼろを」と言った）
- モーリス・ジャン・マドレーヌ・ド・ブロイ（フランス語版）
- ジェラール・ド・ネルヴァル
- ナダール
- ジョルジュ・サンド（叙勲を打診した大臣にこう返信した――「そんなことよしてくださいな、酒保のおばあちゃんみたいになりたくないの！」）
- オノレ・ドーミエ（「政府には私をそっとしておいて頂きたい！」）
- エミール・リトレ（フランス語版）
- ギュスターヴ・クールベ
- ギ・ド・モーパッサン
- モーリス・ラヴェル（即座に拒否し、またその理由も答えなかった）
一方、エリック・サティはこれについてこう書いた――「ラヴェルはレジオンドヌールを拒否したかもしれないが、ラヴェルの音楽はレジオンドヌールをすっかり受け入れてるよ」[37]。
- ピエールとマリ・キュリー（打診を受けピエールは素っ気なく言い返した――「必要性を感じません」）
- ルイ・アラゴン
ジャック・プレヴェールはこれに対してアラゴンに述べた――「あれを拒否したのは大変結構だが、それだけじゃなくてあれに値しないようじゃなきゃいけなかったな」。
- クロード・モネ
- ジョルジュ・ベルナノス（4度拒否している）
- ウジェーヌ・ル・ロワ（フランス語版）
- ジャン＝ポール・サルトル
- シモーヌ・ド・ボーヴォワール
- アルベール・カミュ
- アントワーヌ・ピネー（「1914-1918年の戦争（＝第一次世界大戦）の戦火の中で得た軍事勲章に勝るものはない」と考えていた）
- ブリジット・バルドー（1985年に叙勲されたが、受け取りに行くことを拒否した）
- カトリーヌ・ドヌーヴ、クラウディア・カルディナーレ
- エクトル・ベルリオーズ（財政難の政府が『死者のための大ミサ曲』の代金として約束の3000フランの代わりに贈ろうとしたがベルリオーズは「おたくの勲章なんか知ったことか。俺の金を寄越せ！」と叫んだ）
- マルセル・エイメ（1949年に、教育省が叙勲を打診したが拒否。この時の回答は有名。その結びはこうである――「かくも望ましいご厚意をお断りしなければならなくなることは大変な苦痛ですので、どうかそのレジオンドヌールというものには、極楽浄土の喜びのごとく、列車の座席にどっかりと腰を下ろして頂きたく存じます。」[訳語疑問点]（『塹壕砲』1950年）
- ベルナール・クラヴェル（フランス語版）（1997年12月末に「拒否した仲間の方に残りたい」として拒否。伯父のシャルル・クラヴェルがレジオンドヌールを受け取ったのは、過酷な戦争で祖国のために夥しい血を流したからだとも付け加えた。「もし私が伯父と同じ勲章を着けているのを見たら、伯父は墓の中で寝返りを打つでしょう。」）
- エドモン・メール（フランス語版）（「何が名誉あることで何がそうでないかは国が決めることじゃない」と宣言して拒否[38]）
- ル・モンド政治部記者フランソワーズ・フレソ、『フランス・アンフォ』記者マリー＝イヴ・マルイン（2009年1月5日。「私の職業上の行程の中の何物も、このような栄典を正当化しない。さらに、職務を束縛なく遂行するためには、政治記者は栄典からは離れていなければならない。これらの理由から、私にはこの勲章を拒否する義務がある。」[39][40]）
- フィリップ・セガン（父親も受勲を拒否していたことから拒否した[41]。
- トマ・ピケティ（2015年1月1日、『官報』でシュヴァリエ（5等級）への叙勲を発表されたが、やはり「誰に名誉を与えるか決めることは政府の役割ではないから」と辞退[42][43]）。

叙勲は受けるが着用を拒むことを選ぶ者もあり、例えばアカデミー・フランセーズ会員のジャン・ドルメソンがそうで、こう宣言した――「栄誉なんてものは軽蔑しているが、軽蔑しているからといって我慢できないわけでもない。」
- ジャン・ヴィクトル・マリー・モローはレジオンドヌールの創設を嘲笑していた。誰かがモローに、武勲に秀でたものだけでなく、功績や知識に秀でたものにもレジオンドヌールが授与されると言うとモローはこう叫んだ――「へえ！　じゃあ俺はうちの料理人のためにコマンドゥールの勲章を申請するとするよ、あいつは料理の技術に大変優れているからな。」（O'Meara[訳語疑問点]）
- 『カナール・アンシェネ』の寄稿家はずっと以前から一切の勲章を拒否することを決まりにしていてレジオンドヌールはその筆頭であった（ジャーナリストのピエール・シーズ（フランス語版）は1993年にレジオンドヌールを受け取ったためにカナール誌から追放された）。
- ジャック・プレヴェールや、勲章の話を歌にしたジョルジュ・ブラッサンスや、「くだらないリボン、恥ずかしくて真っ赤」と馬鹿にしたレオ・フェレのようなアナーキストの詩人たちも拒絶した。
- ミス・フランスの委員長ジュヌヴィエーヴ・ド・フォントネー（フランス語版）にサヴォワ県の上院議員がレジオンドヌールを打診したが他とは逆の理由で断った――「そんな誰にでも渡すのでは勲章の価値がなくなってしまいますよ……チョコレートのメダルじゃないんですから。」
- アルスの主任司祭ジャン＝マリ・ヴィアンネは1855年に、自分でも知らぬうちにシュヴァリエを叙勲されていた――トレヴー（フランス語版）の郡長とアン県の知事が申請していたのである。勲章は貧者のためのお金をもたらすことはないとして司祭はこれを断った。拒否にもかかわらず、レジオンドヌール勲位局は勲章を料金を請求せずに送付した。結局、司祭は決して勲章を着用することはなかったが、勲章は棺の中に入れられた[45]。
- レジスタンスの彫刻家ルネ・イシェ（フランス語版）は1914-1918年にシュヴァリエに叙勲されたが、1947年にはオフィシエへの昇進を断った。芸術家としてであっても、1940年のレジスタンスの先駆者としてであっても、受け取ると勲章はあらゆる意味を失ってしまうと判断したのである。
- トルコ高等教育機構（l’Organisation d’Éducation supérieure）会長でガラタサライ大学（フランス語版）の元学長のエルドアン・テジッチ（トルコ語版）教授は、2004年9月17日に受章していたが、アルメニア人虐殺の否定を罰することを目的とした法案が国民議会で可決されたことに抗議するため2006年10月16日に返上した。
- 2009年1月2日、モーリス・オーダンの娘で数学者のミシェル・オーダン（フランス語版）は、ミシェルの母が、夫（モーリス）のアルジェリアでの失踪の謎を解明することとフランスがその責任を負うことを求めニコラ・サルコジに送った公開質問状に回答が得られなかったことを理由にレジオンドヌールのシュヴァリエを拒絶した[46]。

## 勲章の剥奪
名誉や威信が損われる場合の最終的な制裁として、当事者を召喚して弁護の機会を与えることを含む懲戒手続を経てオルドルからの除名が行われることがある。この除名は勲章の剥奪も意味し、犯罪により1年以上の禁固刑の判決を受けた場合やフランス国籍を喪失した場合には自動的に除名となる。モーリス・パポンがこれに該当し、勲章を剥奪されたのを知りつつもなお、この勲章と共に埋葬されることに執着した。
ジャン＝クロード・ラブルデットが1994年にレバノンでの武器密売の有罪判決のため、2011年にはファッションデザイナーのジョン・ガリアーノが再三の人種差別発言で罰金刑を受けた事により、除名された。
2025年6月、元大統領のニコラ・サルコジが前年12月に汚職事件による禁錮3年（執行猶予2年）の判決が確定したことで勲章を剥奪された。国家元首経験者の勲章剥奪はフィリップ・ペタン以来2人目となる。

## 逸話
レジオンドヌール勲位局総裁を1975年より務めていた陸軍大将のアラン・ド・ボワシューは1981年、これまでの新大統領全てにそうしてきた伝統通りにフランソワ・ミッテランにグラン・メートルの頸飾を渡さずに済むように勲位局を荒っぽく辞任した。ミッテランはかつてシャルル・ド・ゴールを「独裁者」扱いしていたからであった（ボワシューはド・ゴールの娘婿）。
小説などでも高名な勲章としてレジオンドヌール勲章がしばしば登場する。ギュスターヴ・フローベールの小説『ボヴァリー夫人』は、典型的な俗物として描かれた村の薬剤師オメーが夫人の死後に「『名誉の十字』を贈られた」という一文で終わっている。アーサー・コナン・ドイルの探偵小説『金縁の鼻眼鏡』では探偵のシャーロック・ホームズがフランス大統領から感謝状と共にレジオンドヌール勲章を贈られている。またセシル・スコット・フォレスターの海洋小説『ホーンブロワー』シリーズの主人公ホレイショ・ホーンブロワーもナポレオン3世からシュヴァリエを叙勲されている。
受章者は敬意を払われる対象であり、略章をつけて首都パリの料理店を訪れると一番良い席に通してもらえる等、有形無形の待遇を受けるという。

## 引用
- 「フランスでは、信念の喪章は赤色をしていて、ボタン穴に着用する。」ジュール・ルナール『日誌』
- 「レジオンドヌールをくれるというなら、俺はパンツ一枚で受け取りに行くよ、どこに着けたらいいか困るようにね。」コリューシュ
- 「レジオンドヌール勲章、それは問題ないし、拒否されないし、着用もされない。」フランソワ・モーリアック
- 「レジオンドヌールは伝染病みたいなものだ――既にそれを持つものだけが授与することができる。」ジルベール・セブロン（フランス語版）
- 「政府にレジオンドヌールを要求するのは、政府に対する礼儀というものです。」エミール・ベルジュラ（フランス語版）
- 「リヨンのレジオンドヌールだって？そりゃサラミだ！[55]」ボリス・ヴィアン
- 「この玩具で人を操るのだよ。」ナポレオン・ボナパルト（#歴史）
- 「レジオンドヌールは痔みたいなもんだ、今じゃどのケツ（奴）にもある。」ジャン・ヤンヌ
- 「馬鹿にしながらも欲しくて仕方がない。手に入れると、別に頼んだわけじゃないといつも言う。」ギュスターヴ・フローベール、1866年に受章して。